# Wovon ich rede, wenn ich vom Laufen rede
Wovon ich rede, wenn ich vom Laufen rede (jap. 走ることについて語るときに僕の語ること, hashiru koto ni tsuite kataru toki ni boku no kataru koto) ist ein autobiographisches Buch von Haruki Murakami, in dem er seinen Werdegang zum Langstreckenläufer und seine Entwicklung als Schriftsteller niederschreibt. Der Titel ist ein abgewandeltes Zitat von Raymond Carver, den Murakami ins Japanische übersetzte: Wovon wir reden, wenn wir von Liebe reden.

## Daten
Das Buch kann als Zusammenfassung seines bisherigen Lebens und der daraus gewonnenen Erkenntnisse gesehen werden. Die erste Auflage erschien 2007 in Tokio. Die deutsche Ausgabe kam im DuMont Verlag Köln im Jahr 2008 (ISBN 978-3-8321-8064-5) in einer Übersetzung von Ursula Gräfe heraus. 2010 erschien es auch als Taschenbuch im btb-Verlag München (ISBN 978-3-442-73945-5).

## Inhalt
Im ersten Teil führt Murakami Gründe an, die ihn zum Laufen bewegen. Die körperliche Fitness ist ihm wichtig und die ständige Herausforderung, den Rekord des Vortages zu brechen, gibt ihm bis zu seinem vierzigsten Lebensjahr den Ansporn zur Bewegung. Der Punkt, an dem er feststellen muss, dass er seine Zeiten nicht mehr verbessern kann, versetzt ihm einen Schock. Ein Motiv gehe damit verloren. Er kämpft mit der Tatsache, alt zu werden und die damit verbundenen Grenzen seiner Leistungsfähigkeit zu akzeptieren. Mit der Schilderung seines Sports beschreibt Murakami auch seinen Charakter und seine Art, das Leben zu meistern. Ohne seine physischen Grenzen immer wieder aufs Neue zu spüren, könne er seiner Berufung als Schriftsteller nicht folgen. Er vereint das Laufen mit dem Schreiben zu einer Symbiose: das Eine sei ohne das Andere nicht möglich.
Nach seiner schulischen Ausbildung und dem Studium gründet Murakami in Tokyo den Jazzclub Peter Cat, der ihm und seiner Frau nach den ersten Jahren harter Arbeit einen anständigen Verdienst einbringt und auch freie Stunden zulässt. In einer Pause kommt ihm der Gedanke, einen Roman zu schreiben. Mit seinem ersten Werk Wenn der Wind singt nimmt er an einem Wettbewerb für junge und unbekannte Autoren teil und gewinnt zu seiner Überraschung den ersten Preis. Von da an beschließt er, sich voll und ganz der Schreiberei zu widmen und gibt trotz Widerspruch von allen Seiten seinen bekannten Club auf. In der Folge ändert er seine Lebensführung. Statt körperlicher leistet er nun überwiegend geistige Arbeit, was ihn zum Laufen als Ausgleich bringt. Seine starke Sucht nach Zigaretten verträgt sich nicht mit dem Sport, weshalb er das Rauchen aufgibt. Von nun an trainiert er seine Konzentration, um so lange wie möglich die Aufmerksamkeit auf ein einziges Projekt zu bündeln. Dazu sei seiner Ansicht nach ein gesunder Körper eine wichtige Voraussetzung. 
Im zweiten Teil zählt Murakami meist in chronologischer Ordnung Ausschnitte aus seinem sportlichen Leben auf. Sein erstes großes Laufereignis war die Geburtsstrecke des Marathonlaufs in Griechenland 1983. Weitere bedeutende Läufe waren neben dem Antalya-Marathon 1983, der Saroma-See-100-km-Ultramarathon auf Hokkaido 1996 und der New-York-City-Marathon 2005. Auf den Spuren der Vergangenheit durchläuft der Schriftsteller seine Laufstrecken noch einmal im Kopf. Murakami begibt sich nach Griechenland, wo er seinen ersten Marathon unter der brennenden Sonne von Athen nach Marathon (Geburtsort des Marathons) läuft. Auf diesen 42 Kilometern wird er begleitet von einem Reporterteam aus seiner Heimat Japan. Von da an nimmt Murakami jedes Jahr an einem Marathon teil. Als eine seiner größten Leistungen betrachtet er das Absolvieren des 100-Kilometer-Laufes im Norden Japans, bei dem er nach elf Stunden und zweiundvierzig Minuten die Ziellinie überquert. Im letzten Kapitel berichtet er, wie er auf der Suche nach neuen Herausforderungen an einem Triathlon teilnimmt.

## Rezensionen
Steffen Gnam von der Frankfurter Allgemeinen Zeitung schreibt unter anderem:
Laufend der Leere entgegen: Haruki Murakami philosophiert über die Analogie von Laufen und Schreiben – und deckt damit sein poetologisches Verfahren auf. Virtuos jongliert er mit Abgründigem, Übernatürlichem, mit Versatzstücken aus Zeitgeschichte, Popkultur, östlicher und westlicher Mythologie...